# Bandera del Pla de Santa Maria
La bandera oficial del Pla de Santa Maria es descriu de la manera següent:
Bandera apaïsada de proporcions dos d'alt per tres de llarg, blau fosca, amb la muralla amb les torres obertes blanca i les creus grogues de l'escut, tot el conjunt disposat en faixa, com el mateix escut amb la base de la muralla a 3/12 de la vora inferior del drap, i els caps de les creus a 1/12 de la vora superior.

## Història
Va ser aprovada el 7 de maig de 1999 i es va realitzar prenent com a base l'escut de la localitat.